# The Trees They Grow So High
The Trees They Grow So High (anche noto come Early One Morning) è il primo album in studio della cantante britannica Sarah Brightman, pubblicato nel 1988.

## Tracce
1. Early One Morning – 3:30
2. Come You Not from Newcastle? – 1:26
3. Sweet Polly Oliver – 2:53
4. The Trees They Grow So High – 4:33
5. The Ash Grove – 2:42
6. O Waly, Waly – 4:43
7. How Sweet the Answer – 2:12
8. The Plough Boy – 2:02
9. Voici le Printemps – 2:00
10. The Last Rose of Summer – 4:33
11. La belle, est au jardin d'amour – 3:34
12. Fileuse – 2:04
13. Dear Harp of My Country! – 2:33
14. Little Sir William – 3:27
15. O Can Ye Sew Cushions? – 2:36
16. Oft in the Stilly Night – 2:48
17. Quand j'étais chez mon père – 2:09
18. There's None to Soothe – 2:09
19. Oliver Cromwell – 0:51

## Formazione
- Sarah Brightman - voce
- Geoffrey Parsons - piano